# Notionele-interestaftrek
Notionele-interestaftrek of aftrek voor risicokapitaal is een begrip uit de Belgische vennootschapsbelasting. Het houdt in dat vennootschappen een fictieve rente kunnen aftrekken van hun winst. Officieel heet de regeling 'aftrek voor risicokapitaal'.
De notionele-interestaftrek is in het leven geroepen om vanaf 2006 de fiscale discriminatie tussen de financiering met vreemd vermogen en de financiering met eigen vermogen weg te werken in het kader onderkapitalisatie ((thin capitalization). De financiering met vreemd vermogen werd fiscaal gezien aantrekkelijk bevonden omdat de betaalde interesten in vermindering van het fiscaal resultaat konden gebracht worden. Het woord notioneel bestaat officieel niet, maar de bedenkers ervan verwijzen ermee naar het Franse woord notion, naar rentekosten die puur denkbeeldig zijn. De Top 20 van bedrijven die deze interesten aftrokken van hun jaarwinst over 2011 verminderden hun gezamenlijke belastingafdracht met ruim € 7.009.204.589.

## Wetgeving
De aftrek voor risicokapitaal wordt beschreven in de artikels 205bis tot en met 205novies van het Wetboek Inkomstenbelastingen.

## Berekening
De aftrek wordt berekend op het gecorrigeerd eigen vermogen.
Het eigen vermogen wordt verminderd met:
- de netto boekwaarde van de materiële vaste activa of gedeelten ervan in zover de erop betrekking hebbende kosten op onredelijke wijze de beroepsbehoeften overtreffen
- de boekwaarde van de bestanddelen die als belegging worden gehouden en die door de aard ervan niet bestemd zijn om een belastbaar periodiek inkomen voort te brengen
- de boekwaarde van onroerende goederen of andere zakelijke rechten met betrekking tot dergelijke goederen waarvan natuurlijke personen die in de vennootschap een opdracht of functies als bedrijfsleider uitoefenen, hun echtgenoot of hun kinderen wanneer die personen of hun echtgenoot het wettelijk genot van de inkomsten van die kinderen hebben, het gebruik hebben.
- Herwaarderingsmeerwaarden, belastingkredieten en kapitaalsubsidies

De interestvoet wordt bepaald door het gemiddelde te nemen van de 10-jarige OLO's (dit zijn Lineaire Obligaties) van de Belgische staat, maar kan ten hoogste 6,5% bedragen. Vanaf aanslagjaar 2012 wordt dit percentage echter beperkt tot 3%. Voor kmo-vennootschappen, dat zijn vennootschappen die klein zijn volgens artikel 15 van het Wetboek van Vennootschappen, is de interestvoet een half procent hoger. Voor het aanslagjaar 2011 was het algemeen tarief 3,8% en het tarief voor kmo-vennootschappen dus 4,3%, voor het aanslagjaar 2012 zijn de percentages 3,425% en 3,925%. Voor aanslagjaar 2013 zal het maximumtarief van 3% en 3,5% worden toegepast.
In de aangifte van de vennootschapsbelasting wordt de notionele-interestaftrek toegepast na de aftrek van giften en andere niet belastbare bestanddelen (o.a. de vrijstelling voor aanvullend personeel voor wetenschappelijk onderzoek en uitvoer en de vrijstelling voor bijkomend personeel in een kmo), de aftrek van de definitief belaste inkomsten (DBI) en vrijgestelde roerende inkomsten (VRI) en de aftrek voor octrooi-inkomsten, en vóór de aftrek van de vorige verliezen en de investeringsaftrek. Wanneer de winst van de vennootschap onvoldoende is om het volledige bedrag aan notionele-interestaftrek in aftrek te nemen, wordt het overschot overgedragen naar de volgende aanslagjaren. Deze overdracht is mogelijk voor ten hoogste zeven jaar, tenzij de vennootschap ondertussen ook gebruikmaakt van de investeringsreserve, in welk geval de termijn verlengd wordt.
Vanaf aanslagjaar 2012 zullen nieuw opgebouwde aftrekken niet langer overdraagbaar zijn. Oude opgebouwde aftrekken kunnen nog in aftrek worden gebracht, onder bepaalde voorwaarden.
Er dient een formulier bij de belastingaangifte te worden gevoegd om de aftrek te rechtvaardigen.

## Doel
De doelstelling van de Belgische regering is vennootschappen te belonen die met eigen middelen hun kapitaalstructuur versterken. Immers, tot nog toe kon men enkel interest op schulden aftrekken van de winst; vanaf heden kan dit nu ook voor het gecorrigeerde eigen vermogen.
De notionele-interestaftrek is ook bedoeld om de volgende positieve effecten te creëren:
1. Een algemene verlaging van de effectieve aanslagvoet in de vennootschapsbelasting voor alle bedrijven, en een hoger rendement na belastingen op de investeringen
2. Het bevorderen van kapitaalintensieve investeringen in België, en een stimulans bieden voor multinationals om de toewijzing van bepaalde intra-groepsactiviteiten zoals groepsfinanciering, centrale inkoop en factoring aan een Belgische groepslid te overwegen.

Vaak wordt gezegd en geschreven dat, in België, de op 14 december 2005 goedgekeurde wet betreffende de afschaffing van toondereffecten (en dus ook de dematerialisatie die daarmee gepaard gaat) een regeringsmaatregel is om het gat in de begroting door deze notionele-interestaftrek in te dijken.
Ondernemingen die al een speciaal regime genieten komen niet in aanmerking voor de notionele-interestaftrek.